# 拉尼茨-哈瑟尔-塔尔
拉尼茨-哈瑟尔-塔尔是德国萨克森-安哈尔特州的一个市镇。总面积31.50平方公里，总人口1175人，其中男性582人，女性593人（2011年12月31日），人口密度37人/平方公里。